# Seznam kulturních památek v Horním Slavkově
Tento seznam nemovitých kulturních památek ve městě Horní Slavkov v okrese Sokolov vychází z  Ústředního seznamu kulturních památek ČR, který na základě zákona č. 20/1987 Sb., o státní památkové péči, vede Národní památkový ústav jako ústřední organizace státní památkové péče. Údaje jsou průběžně upřesňovány, přesto mohou obsahovat i řadu věcných a formálních chyb a nepřesností či být neaktuální. 
Pokud byly některé části dotčeného území vyčleněny do samostatných seznamů, měly by být odkazy na tyto dílčí seznamy uvedeny v úvodu tohoto seznamu nebo v úvodu příslušné sekce seznamu.

## Horní Slavkov
|  | Kategorie „Church of Saint Anne in Horní Slavkov “ na Wikimedia Commons | Hledat fotografie a kategorie ve Wikimedia Commons podle rejstříkového čísla památky | Nahrát snímek k tomuto tématu do úložiště Wikimedia Commons |  |

|  | Kategorie „Column with statue of Saint Florian in Horní Slavkov “ na Wikimedia Commons | Hledat fotografie a kategorie ve Wikimedia Commons podle rejstříkového čísla památky | Nahrát snímek k tomuto tématu do úložiště Wikimedia Commons |  |

|  | Kategorie „Townhouse Nr.4 in Horní Slavkov “ na Wikimedia Commons | Hledat fotografie a kategorie ve Wikimedia Commons podle rejstříkového čísla památky | Nahrát snímek k tomuto tématu do úložiště Wikimedia Commons |  |

|  | Kategorie „Townhouse Nr.5 in Horní Slavkov “ na Wikimedia Commons | Hledat fotografie a kategorie ve Wikimedia Commons podle rejstříkového čísla památky | Nahrát snímek k tomuto tématu do úložiště Wikimedia Commons |  |

|  | Kategorie „Townhouse Nr.6 in Horní Slavkov “ na Wikimedia Commons | Hledat fotografie a kategorie ve Wikimedia Commons podle rejstříkového čísla památky | Nahrát snímek k tomuto tématu do úložiště Wikimedia Commons |  |

|  | Kategorie „Townhouse Nr.7 in Horní Slavkov “ na Wikimedia Commons | Hledat fotografie a kategorie ve Wikimedia Commons podle rejstříkového čísla památky | Nahrát snímek k tomuto tématu do úložiště Wikimedia Commons |  |

|  | Kategorie „Statue of Saint John of Nepomuk in Horní Slavkov “ na Wikimedia Commons | Hledat fotografie a kategorie ve Wikimedia Commons podle rejstříkového čísla památky | Nahrát snímek k tomuto tématu do úložiště Wikimedia Commons |  |

|  | Kategorie „Townhouse 66 U Kovárny in Horní Slavkov “ na Wikimedia Commons | Hledat fotografie a kategorie ve Wikimedia Commons podle rejstříkového čísla památky | Nahrát snímek k tomuto tématu do úložiště Wikimedia Commons |  |

|  | Kategorie „Holy Trinity column in Horní Slavkov “ na Wikimedia Commons | Hledat fotografie a kategorie ve Wikimedia Commons podle rejstříkového čísla památky | Nahrát snímek k tomuto tématu do úložiště Wikimedia Commons |  |

|  | Kategorie „Dean's office in Horní Slavkov “ na Wikimedia Commons | Hledat fotografie a kategorie ve Wikimedia Commons podle rejstříkového čísla památky | Nahrát snímek k tomuto tématu do úložiště Wikimedia Commons |  |

|  | Kategorie „Memorial lamp in Horní Slavkov “ na Wikimedia Commons | Hledat fotografie a kategorie ve Wikimedia Commons podle rejstříkového čísla památky | Nahrát snímek k tomuto tématu do úložiště Wikimedia Commons |  |

|  | Kategorie „Church of Saint George in Horní Slavkov “ na Wikimedia Commons | Hledat fotografie a kategorie ve Wikimedia Commons podle rejstříkového čísla památky | Nahrát snímek k tomuto tématu do úložiště Wikimedia Commons |  |

|  | Kategorie „Chapel of Corpus Christi (Horní Slavkov)‎ “ na Wikimedia Commons | Hledat fotografie a kategorie ve Wikimedia Commons podle rejstříkového čísla památky | Nahrát snímek k tomuto tématu do úložiště Wikimedia Commons |  |

|  | Kategorie „Townhouse Nr.214 in Horní Slavkov “ na Wikimedia Commons | Hledat fotografie a kategorie ve Wikimedia Commons podle rejstříkového čísla památky | Nahrát snímek k tomuto tématu do úložiště Wikimedia Commons |  |

|  | Kategorie „Museum in Horní Slavkov “ na Wikimedia Commons | Hledat fotografie a kategorie ve Wikimedia Commons podle rejstříkového čísla památky | Nahrát snímek k tomuto tématu do úložiště Wikimedia Commons |  |

|  | Kategorie „Pflughause “ na Wikimedia Commons | Hledat fotografie a kategorie ve Wikimedia Commons podle rejstříkového čísla památky | Nahrát snímek k tomuto tématu do úložiště Wikimedia Commons |  |

|  | Kategorie „Seidelhaus “ na Wikimedia Commons | Hledat fotografie a kategorie ve Wikimedia Commons podle rejstříkového čísla památky | Nahrát snímek k tomuto tématu do úložiště Wikimedia Commons |  |

## Údolí I
|  | Kategorie „Štola Kašpara Pluha “ na Wikimedia Commons | Hledat fotografie a kategorie ve Wikimedia Commons podle rejstříkového čísla památky | Nahrát snímek k tomuto tématu do úložiště Wikimedia Commons |  |

|  | Kategorie „Porcelain manufacturing factory in Horní Slavkov “ na Wikimedia Commons | Hledat fotografie a kategorie ve Wikimedia Commons podle rejstříkového čísla památky | Nahrát snímek k tomuto tématu do úložiště Wikimedia Commons |  |

|  | Kategorie „Ruins of the preparation room for the Horní Slavkov porcelain factory “ na Wikimedia Commons | Hledat fotografie a kategorie ve Wikimedia Commons podle rejstříkového čísla památky | Nahrát snímek k tomuto tématu do úložiště Wikimedia Commons |  |

## Bošířany
| Památka                            | Fotografie                                                  | Rejstříkové číslo v ÚSKP                                                             | Sídelní útvar                                               | Poloha                                                                | Popis a poznámky |
| ---------------------------------- | ----------------------------------------------------------- | ------------------------------------------------------------------------------------ | ----------------------------------------------------------- | --------------------------------------------------------------------- | --- |
| Památník na popraviště (Q37286210) | \| \| \| \| \| \|                                           | 26765/4-594 Pam. katalog MIS                                                         | Horní Slavkov                                               | Šibeniční vrch, Bošířany st. 69 50°8′56,31″ s. š., 12°48′37,05″ v. d. | Památník na popraviště. Popraviště na kruhové základně z žulových nepravidelných kamenů. Zeď do výšky cca 2 m, na koruně jsou pravidelně rozmístěny 3 kamenné pilíře, které nesly šibeniční trámy. Vstup tvoří pravoúhlý vstupní otvor s rovným nadpražím. Památkově chráněno od 20. prosince 1963. |
|                                    | Kategorie „Scaffold in Horní Slavkov “ na Wikimedia Commons | Hledat fotografie a kategorie ve Wikimedia Commons podle rejstříkového čísla památky | Nahrát snímek k tomuto tématu do úložiště Wikimedia Commons |                                                                       | |

## Kfely
| Památka                                     | Fotografie                                                       | Rejstříkové číslo v ÚSKP                                                             | Sídelní útvar                                               | Poloha                                                                | Popis a poznámky |
| ------------------------------------------- | ---------------------------------------------------------------- | ------------------------------------------------------------------------------------ | ----------------------------------------------------------- | --------------------------------------------------------------------- | --- |
| Distribuční trafostanice Kfely (Q126956472) | \| \| \| \| \| \|                                                | 107230 Pam. katalog MIS                                                              | Horní Slavkov                                               | na pastvinách nad vesnicí Kfely 50°8′49,43″ s. š., 12°49′28,95″ v. d. | Distribuční věžová trafostanice pro Kfely u Horního Slavkova z roku 1910, zřízená elektrárnou Franze Roßmeissla. Ve 2. třetině 20. století byla odpojena a nahrazena moderní stožárovou trafostanicí přímo v obci. Památkově chráněno od 22. června 2024. |
|                                             | Kategorie „Distribuční trafostanice Kfely “ na Wikimedia Commons | Hledat fotografie a kategorie ve Wikimedia Commons podle rejstříkového čísla památky | Nahrát snímek k tomuto tématu do úložiště Wikimedia Commons |                                                                       | |

## Ležnice
| Památka                                    | Fotografie                                                                   | Rejstříkové číslo v ÚSKP                                                             | Sídelní útvar                                               | Poloha                                                       | Popis a poznámky |
| ------------------------------------------ | ---------------------------------------------------------------------------- | ------------------------------------------------------------------------------------ | ----------------------------------------------------------- | ------------------------------------------------------------ | --- |
| Kaple svatého Jana Nepomuckého (Q37286229) | \| \| \| \| \| \|                                                            | 100326 Pam. katalog MIS                                                              | Horní Slavkov                                               | náves, Ležnice, st. 18/1 50°8′6,1″ s. š., 12°49′40,94″ v. d. | Kaple sv. Jana Nepomuckého. Barokní návesní kaple na obdélném půdorysu s okosenými rohy. Vstupní průčelí má trojúhelný štít. Vstup s obloukem zaklenutém profilovaném ostění. Stříška stanová se sanktusovou věžičkou vrcholící křížkem. Na bocích římsa s obloučkovým vlysem. Památkově chráněno od 28. května 2003. |
|                                            | Kategorie „Chapel of Saint John of Nepomuk in Ležnice “ na Wikimedia Commons | Hledat fotografie a kategorie ve Wikimedia Commons podle rejstříkového čísla památky | Nahrát snímek k tomuto tématu do úložiště Wikimedia Commons |                                                              | |